# Alphonsinum
Een Alphonsinum is een antiek chirurgisch instrument, ontworpen door de 16e-eeuwse Italiaanse chirurg Alfonso Ferri (1515-1595). Deze chirurg was militair arts geweest tijdens verschillende oorlogen en is ook chirurg geweest van Paus Paulus III.
Het instrument heeft drie tanden en is specifiek bedoeld om kogels uit wonden te verwijderen: de tanden openen en sluiten zich door het verschuiven van een ring.